# 乔沟头玉皇庙
乔沟头玉皇庙位于中国山西省新绛县泽掌镇乔沟头村西500米，已列为全国重点文物保护单位。

## 历史
乔沟头玉皇庙始建于唐，金元明多次重修。明嘉靖三十四年(1555年)十二月十一日地震，庙宇被毁。嘉靖四十一年(1562年)重建。

## 建筑
乔沟头玉皇庙坐北朝南，占地4560平方米，现存大殿、东西戏台、东西配殿、马王殿等建筑，其中大殿为元代建筑，东西戏台为明代建筑，余为清代所建。
大殿面阔三间，进深四椽，悬山顶，檐下斗栱四铺作单下昂，殿内梁架三椽栿对后乳栿用三柱。面积128平方米，元代风格。
大殿之前原并列有连三戏台，建于清乾隆三十年（1772年），形制相同，均为面阔三间，单檐歇山顶。现中戏台已毁，尚存东西两座戏台，墙壁仍保存清代蒲剧戏班演出的戏台题壁。
马王殿面阔三间，进深二椽，硬山顶。殿内山墙保存清代壁画17平方米。

## 保护
2006年5月25日，乔沟头玉皇庙公布列为第六批全国重点文物保护单位，编号6-415。